# Grand Prix Formule 1 van Oostenrijk 2021
De Grand Prix Formule 1 van Oostenrijk 2021 werd verreden op 4 juli op de Red Bull Ring bij Spielberg. Het was de negende race van het seizoen.

## Vrije trainingen

### Uitslagen
- Enkel de top vijf wordt weergegeven.

| Vrije training 1 | Pos. | Nr. | Coureur            | Constructeur          | Tijd     |
| ---------------- | ---- | --- | ------------------ | --------------------- | -------- |
| Vrije training 1 | 1    | 33  | Max Verstappen     | Red Bull-Honda        | 1:05.143 |
| Vrije training 1 | 2    | 16  | Charles Leclerc    | Ferrari               | 1:05.409 |
| Vrije training 1 | 3    | 55  | Carlos Sainz jr.   | Ferrari               | 1:05.431 |
| Vrije training 1 | 4    | 77  | Valtteri Bottas    | Mercedes              | 1:05.445 |
| Vrije training 1 | 5    | 22  | Yuki Tsunoda       | AlphaTauri-Honda      | 1:05.474 |
| Vrije training 2 | Pos. | Nr. | Coureur            | Constructeur          | Tijd     |
| Vrije training 2 | 1    | 44  | Lewis Hamilton     | Mercedes              | 1:04.523 |
| Vrije training 2 | 2    | 77  | Valtteri Bottas    | Mercedes              | 1:04.712 |
| Vrije training 2 | 3    | 33  | Max Verstappen     | Red Bull-Honda        | 1:04.740 |
| Vrije training 2 | 4    | 18  | Lance Stroll       | Aston Martin-Mercedes | 1:05.139 |
| Vrije training 2 | 5    | 5   | Sebastian Vettel   | Aston Martin-Mercedes | 1:05.268 |
| Vrije training 3 | Pos. | Nr. | Coureur            | Constructeur          | Tijd     |
| Vrije training 3 | 1    | 33  | Max Verstappen     | Red Bull-Honda        | 1:04.591 |
| Vrije training 3 | 2    | 77  | Valtteri Bottas    | Mercedes              | 1:05.129 |
| Vrije training 3 | 3    | 44  | Lewis Hamilton     | Mercedes              | 1:05.277 |
| Vrije training 3 | 4    | 10  | Pierre Gasly       | AlphaTauri-Honda      | 1:05.280 |
| Vrije training 3 | 5    | 99  | Antonio Giovinazzi | Alfa Romeo-Ferrari    | 1:05.345 |

Testcoureurs in vrije training 1:

 Zhou Guanyu (Alpine-Renault) reed in plaats van Fernando Alonso.

 Callum Ilott (Alfa Romeo-Ferrari) reed in plaats van Antonio Giovinazzi.

 Roy Nissany (Williams-Mercedes) reed in plaats van George Russell.

## Kwalificatie
Max Verstappen behaalde de zevende pole position in zijn carrière.
| Pos.                                      | Nr. | Coureur            | Constructeur          | Kwalificatietijden | Kwalificatietijden | Kwalificatietijden | Grid |
| Pos.                                      | Nr. | Coureur            | Constructeur          | Q1                 | Q2                 | Q3                 | Grid |
| ----------------------------------------- | --- | ------------------ | --------------------- | ------------------ | ------------------ | ------------------ | ---- |
| 1                                         | 33  | Max Verstappen     | Red Bull-Honda        | 1:04.249           | 1:03.927           | 1:03.720           | 1    |
| 2                                         | 4   | Lando Norris       | McLaren-Mercedes      | 1:04.345           | 1:04.415           | 1:03.768           | 2    |
| 3                                         | 11  | Sergio Pérez       | Red Bull-Honda        | 1:04.833           | 1:04.483           | 1:03.990           | 3    |
| 4                                         | 44  | Lewis Hamilton     | Mercedes              | 1:04.506           | 1:04.258           | 1:04.014           | 4    |
| 5                                         | 77  | Valtteri Bottas    | Mercedes              | 1:04.563           | 1:04.376           | 1:04.049           | 5    |
| 6                                         | 10  | Pierre Gasly       | AlphaTauri-Honda      | 1:04.841           | 1:04.412           | 1:04.107           | 6    |
| 7                                         | 22  | Yuki Tsunoda       | AlphaTauri-Honda      | 1:04.967           | 1:04.518           | 1:04.273           | 7    |
| 8                                         | 5   | Sebastian Vettel   | Aston Martin-Mercedes | 1:04.846           | 1:04.493           | 1:04.570           | 11*  |
| 9                                         | 63  | George Russell     | Williams-Mercedes     | 1:04.907           | 1:04.553           | 1:04.591           | 8    |
| 10                                        | 18  | Lance Stroll       | Aston Martin-Mercedes | 1:04.927           | 1:04.547           | 1:04.618           | 9    |
| 11                                        | 55  | Carlos Sainz jr.   | Ferrari               | 1:04.596           | 1:04.559           |                    | 10   |
| 12                                        | 16  | Charles Leclerc    | Ferrari               | 1:04.906           | 1:04.600           |                    | 12   |
| 13                                        | 3   | Daniel Ricciardo   | McLaren-Mercedes      | 1:04.977           | 1:04.719           |                    | 13   |
| 14                                        | 14  | Fernando Alonso    | Alpine-Renault        | 1:04.472           | 1:04.856           |                    | 14   |
| 15                                        | 99  | Antonio Giovinazzi | Alfa Romeo-Ferrari    | 1:04.782           | 1:05.083           |                    | 15   |
| 16                                        | 7   | Kimi Räikkönen     | Alfa Romeo-Ferrari    | 1:05.009           |                    |                    | 16   |
| 17                                        | 31  | Esteban Ocon       | Alpine-Renault        | 1:05.051           |                    |                    | 17   |
| 18                                        | 6   | Nicholas Latifi    | Williams-Mercedes     | 1:05.195           |                    |                    | 18   |
| 19                                        | 47  | Mick Schumacher    | Haas-Ferrari          | 1:05.427           |                    |                    | 19   |
| 20                                        | 9   | Nikita Mazepin     | Haas-Ferrari          | 1:05.951           |                    |                    | 20   |
| Q1 107% tijd: 1:08.746 Bron: formula1.com |     |                    |                       |                    |                    |                    |      |

* Sebastian Vettel ontving een gridstraf van drie plaatsen voor het hinderen van Fernando Alonso in Q2.

## Wedstrijd
Max Verstappen behaalde de vijftiende Grand Prix-overwinning in zijn carrière.
| Pos.               | Nr. | Coureur            | Constructeur          | Rondes | Tijd / Oorzaak uitval | Grid | Punten |
| ------------------ | --- | ------------------ | --------------------- | ------ | --------------------- | ---- | ------ |
| 1                  | 33  | Max Verstappen     | Red Bull-Honda        | 71     | 1:23:54.543           | 1    | 26S    |
| 2                  | 77  | Valtteri Bottas    | Mercedes              | 71     | +17.973               | 5    | 18     |
| 3                  | 4   | Lando Norris       | McLaren-Mercedes      | 71     | +20.019               | 2    | 15     |
| 4                  | 44  | Lewis Hamilton     | Mercedes              | 71     | +46.452               | 4    | 12     |
| 5                  | 55  | Carlos Sainz jr.   | Ferrari               | 71     | +57.144               | 11   | 10     |
| 6                  | 11  | Sergio Pérez       | Red Bull-Honda        | 71     | +57.915 *1            | 3    | 8      |
| 7                  | 3   | Daniel Ricciardo   | McLaren-Mercedes      | 71     | +1:00.395             | 13   | 6      |
| 8                  | 16  | Charles Leclerc    | Ferrari               | 71     | +1:01.195             | 12   | 4      |
| 9                  | 10  | Pierre Gasly       | AlphaTauri-Honda      | 71     | +1:01.844             | 6    | 2      |
| 10                 | 14  | Fernando Alonso    | Alpine-Renault        | 70     | +1 ronde              | 14   | 1      |
| 11                 | 63  | George Russell     | Williams-Mercedes     | 70     | +1 ronde              | 8    |        |
| 12                 | 22  | Yuki Tsunoda       | AlphaTauri-Honda      | 70     | +1 ronde *2           | 7    |        |
| 13                 | 18  | Lance Stroll       | Aston Martin-Mercedes | 70     | +1 ronde *3           | 10   |        |
| 14                 | 99  | Antonio Giovinazzi | Alfa Romeo-Ferrari    | 70     | +1 ronde              | 15   |        |
| 15                 | 7   | Kimi Räikkönen     | Alfa Romeo-Ferrari    | 70     | +1 ronde *4           | 16   |        |
| 16                 | 6   | Nicholas Latifi    | Williams-Mercedes     | 70     | +1 ronde *5           | 18   |        |
| 17 †               | 5   | Sebastian Vettel   | Aston Martin-Mercedes | 69     | Botsing               | 9    |        |
| 18                 | 47  | Mick Schumacher    | Haas-Ferrari          | 69     | +2 rondes             | 19   |        |
| 19                 | 9   | Nikita Mazepin     | Haas-Ferrari          | 69     | +2 rondes *5          | 20   |        |
| DNF                | 31  | Esteban Ocon       | Alpine-Renault        | 0      | Botsing               | 17   |        |
| Bron: formula1.com |     |                    |                       |        |                       |      |        |

S Max Verstappen behaalde een extra punt voor het rijden van de snelste ronde.

*1 Sergio Pérez finishte de race als vijfde maar ontving twee maal een tijdstraf van vijf seconden voor het buiten de baan rijden van Charles Leclerc.

*2 Yuki Tsunoda kreeg een tijdstraf van vijf seconden voor het overschrijden van de witte lijn bij de ingang van de pitstraat.

*3 Lance Stroll ontving een tijdstraf van vijf seconden voor te snel rijden in de pitstraat.

*4 Kimi Räikkönen kreeg na de race een drive-through penalty, omgezet in een tijdstraf van twintig seconden, voor het veroorzaken van een botsing (met Sebastian Vettel).

*5 Nicholas Latifi en Nikita Mazepin kregen beiden na de race een stop-and-go penalty van tien seconden voor het negeren van dubbele gele vlaggen. Dit werd omgezet naar een tijdstraf van dertig seconden.

† Sebastian Vettel haalde de finish niet maar werd wel geklasseerd aangezien hij meer dan 90% van de raceafstand had afgelegd.

## Tussenstanden wereldkampioenschap
Betreft tussenstanden voor het wereldkampioenschap na afloop van de race.

### Coureurs
| Pos. | Nr. | Coureur          | Constructeur          | Punten |
| ---- | --- | ---------------- | --------------------- | ------ |
| 1    | 33  | Max Verstappen   | Red Bull-Honda        | 182    |
| 2    | 44  | Lewis Hamilton   | Mercedes              | 150    |
| 3    | 11  | Sergio Pérez     | Red Bull-Honda        | 104    |
| 4    | 4   | Lando Norris     | McLaren-Mercedes      | 101    |
| 5    | 77  | Valtteri Bottas  | Mercedes              | 92     |
| 6    | 16  | Charles Leclerc  | Ferrari               | 62     |
| 7    | 55  | Carlos Sainz jr. | Ferrari               | 60     |
| 8    | 3   | Daniel Ricciardo | McLaren-Mercedes      | 40     |
| 9    | 10  | Pierre Gasly     | AlphaTauri-Honda      | 39     |
| 10   | 5   | Sebastian Vettel | Aston Martin-Mercedes | 30     |

### Constructeurs
| Pos. | Constructeur          | Punten |
| ---- | --------------------- | ------ |
| 1    | Red Bull-Honda        | 286    |
| 2    | Mercedes              | 242    |
| 3    | McLaren-Mercedes      | 141    |
| 4    | Ferrari               | 122    |
| 5    | AlphaTauri-Honda      | 48     |
| 6    | Aston Martin-Mercedes | 44     |
| 7    | Alpine-Renault        | 32     |
| 8    | Alfa Romeo-Ferrari    | 2      |
| 9    | Williams-Mercedes     | 0      |
| 10   | Haas-Ferrari          | 0      |